# Даулеткерей
Даулеткере́й (каз. Дәулеткерей) — село у складі Курмангазинського району Атирауської області Казахстану. Входить до складу Єнбекшинського сільського округу.
У радянські часи село називалося Кобяково.
Населення — 811 осіб (2021; 634 у 2009, 500 у 1999, 400 у 1989).